# Општина Станица (Њамц)
Станица (рум. Stăniţa) општина је у Румунији у округу Њамц.
Oпштина се налази на надморској висини од 242 m.